# Jeffrey C. Hall
Jeffrey Connor Hall (* 3. května 1945 New York) je americký genetik a specialista v oboru chronobiologie a emeritní profesor biologie na Brandeisově univerzitě. Jeho výzkum molekulárních mechanismů podílejících se na regulaci biologických rytmů u mušky Drosophila melanogaster (octomilka) přispěl k pochopení cirkadiánního rytmu (biologické hodiny, které řídí cyklické chování živočichů) a vlivu genetických podnětů na denní vzorce chování u lidí a dalších živočichů. V roce 2017 získal spolu s Michaelem Rosbashem a Michaelem Youngem Nobelovu cenu za fyziologii a lékařství za objev molekulárních mechanismů řídících cirkadiánní rytmus. Jejich objevy vysvětlují, jak rostliny, zvířata a lidé přizpůsobují svůj biologický rytmus různým fázím dne a noci.
Hall studoval genetiku na Washingtonské univerzitě, kde v roce 1971 získal doktorát. Poté se věnoval postdoktorskému výzkumu na Kalifornském technologickém institutu. Od roku 1974 působil na Brandeisově Universitě, kde spolupracoval s Michaelem Rosbashem na výzkumu biorytmů drozofily. V roce 1986 se stal profesorem biologie. V letech 2004–2012 působil na University of Maine a stal se profesorem neurogenetiky.

## Biografie
Narodil se v Brooklynu a vyrůstal se svými dvěma sourozenci ve Washingtonu, kde byl jeho otec Joseph W. Hall reportérem agentury Associated Press. Matka byla učitelka. Hall získal bakalářský titul na Amherst College v Massachusetts, kde chtěl později studovat medicínu. V průběhu vysokoškolského studia se však jeho zájem soustředil na základní výzkum a genetické mechanismy u drozofily. Studoval genetiku na Washingtonské univerzitě v Seattlu, kde v roce 1971 získal doktorát. Následně se věnoval postdoktorskému výzkumu na Kalifornském technologickém institutu. V roce 1974 se stal docentem biologie na Brandeisově univerzitě ve Walthamu ve státě Massachusetts a v roce 1986 byl jmenován řádným profesorem. V roce 2004 se stal emeritním profesorem biologie na Brandeisově univerzitě a nastoupil jako mimořádný profesor na University of Maine a později se stal profesorem neurogenetiky. Na této univerzitě vyučoval až do roku 2012.
Od roku 1967 se věnoval s Larrym Sandlerem výzkumu octomilek na Washingtonské univerzitě, pak pracoval v laboratoři molekulární biologie na Kalifornském technologickém institutu, kterou vedl Seymour Benzer. Na Brandeisově univerzitě zkoumal funkci nervové soustavy a chováním drozofil, konkrétně se zaměřil na neurogenetiku námluv a cirkadiánní rytmus a jeho souvislost se zemskou rotací a různými fázemi dne a noci. Podařilo se mu identifikovat gen zvaný period, který se podílí na regulaci cirkadiánního rytmu.
V roce 1984 se mu ve spolupráci s kolegou z univerzity Rosbashem podařilo izolovat a sekvenovat gen period. Přibližně ve stejné době nezávisle izoloval stejný gen Young, který působil na Rockefellerově univerzitě v New Yorku. Hall a Rosbash později zjistili, že tento gen kóduje bílkovinu PER, která se v noci akumuluje v buňkách a během dne se odbourává. Zjistili, že tyto oscilace jsou výsledkem negativní zpětné vazby, kdy se PER vytváří, dokud nedosáhne určité hladiny, a pak se jeho tvorba zastaví. Produkce proteinu je takto regulována v nepřetržitém 24hodinovém cyklu. Hall, Rosbash a Young později objevili další geny regulující cirkadiánní rytmus a objasnili mechanismy, jimiž světlo a další faktory ovlivňují časování biologických hodin.

## Ocenění

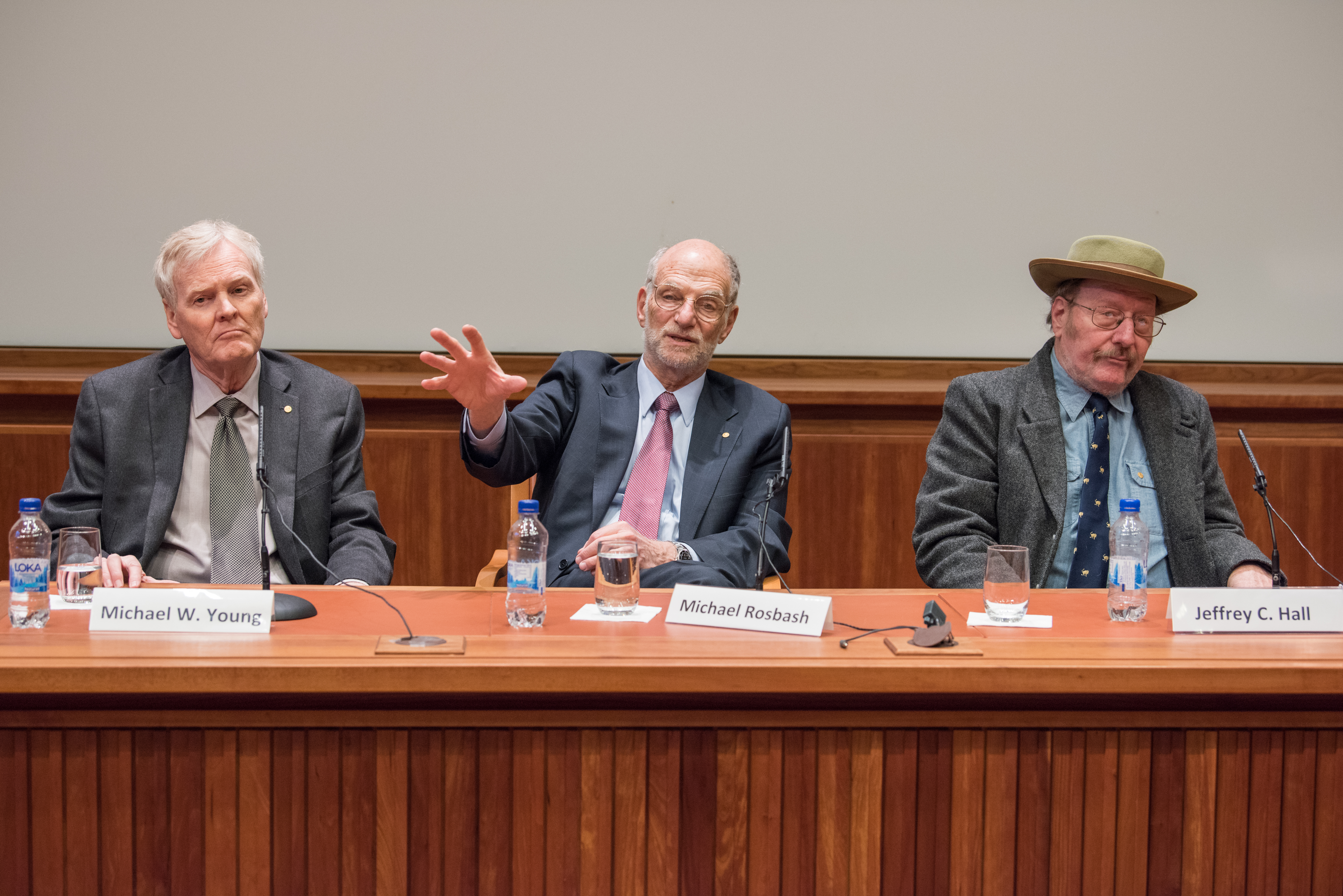
Laureáti Nobelovy ceny za fyziologii a lékařství za rok 2017

V roce 2001 byl přijat do Americké akademie umění a věd, v roce 2003 do Národní akademie věd USA a tentýž rok mu byla udělena medaile Genetics Society of America. Spolu s Rosbashem a Youngem získal Gruberovu cenu za neurovědu (2009), Gairdnerovu mezinárodní cenu (2012) a Shawovu cenu (2013).

### Nobelova cena
V roce 2017 se Hall, Young a Rosbash stali společně laureáty Nobelovy ceny za fyziologii a lékařství za objev molekulárních mechanismů řídících cirkadiánní rytmus. Biologické hodiny se podílejí na mnoha aspektech komplexní lidské fyziologie a pochopení jejich mechanismu pomáhá vysvětlit například proč lidé cestující přes několik časových pásem trpí pásmovou nemocí (jet‑lag). Chronický nesoulad mezi životním stylem a rytmem diktovaným biologickými hodinami může zvyšovat riziko vzniku závažných poruch, například kardiovaskulárních, metabolických, gastrointestinálních a nádorových onemocnění nebo poruch spánku, imunity a kognitivních či psychických poruch.